# ESO 510-G13
ESO 510-G13 مجرة حلزونية تعبد حوالى 150 مليون سنة ضوئية في اتجاه جنوب كوكبة الشجاع حافة المجرة مشوه بشكل كبير وهذا يدل على أن قرص المجرة المؤلف من طبقة رقيقة من النجوم والغاز والغبار، هش للغاية ويمكن أنة تشوه بسهولة عن طريق الجاذبية بسبب تفاعل المجرات.يتألف قرص المجرة من نجوم قديمة ومجموعات مشرقة من النجوم الزرقاء الساخنة، والنجوم الحديثة . السحب الداكنة من الغاز والغبار في القرص تبرز بوضوح لأنها تحجب ضوء النجوم الخلفية

## وصلات خارجية
- HST: Warped Galaxy
- SIMBAD: ESO 510-13 -- Galaxy
- Hubble Photographs Warped Galaxy as Camera Passes Milestone